# 陈良宇
陈良宇（1946年10月24日—），浙江省宁波市人，出生于上海市，原副国级领导人，曾任中共中央政治局委员兼上海市委书记，中国人民解放军后勤工程学院毕业，大学本科学历。於1985年进入上海市党政机关工作，历任上海市人民政府市长、上海市委书记等职。
2002年至2006年，陈良宇任中共上海市委书记期间，上海经济民生持续发展，年经济成长率均超过10%。陈良宇在上海主政期间，启动并成功建成了洋山深水港，陈良宇谋划上海获得2010年世界博览会的主办权并努力推动相关筹办工作。而中国大陆第一个自由贸易区项目——上海自贸区的规划方案，亦是陈良宇在任期间开始探索和酝酿的。
陈良宇于2006年9月，因涉嫌挪用上海社保基金投资被免去上海市委书记、常委、委员职务，停止其担任的中央政治局委员、中央委员职务，并立案审查；此事件被中共官方称为“陈良宇同志严重违纪问题”。2008年4月11日，被天津市第二中级人民法院以受贿罪、滥用职权罪两项罪名（同案检方的玩忽职守罪指控未被法庭采纳）判处有期徒刑18年，没收个人财产人民币30万元。是被中国官方以腐败之名判刑入狱的直辖市中共党委书记。

## 早年经历

### 少年时期
陈良宇籍贯浙江宁波，于1946年10月生于上海，1963年8月至1968年8月在解放军后勤工程学院建筑系结构专业学习，毕业后头两年在解放军6716部队当兵，1970年9月从部队退伍后在上海彭浦机器厂为一普通工人，随着文化大革命结束，知识分子在社会上的地位得到了极大提高，陈良宇先后被单位提拔为设计员和基建科副科长，其间于1979年2月－1980年1月被派往同济大学工程结构系进修；1980年4月加入中国共产党。1983年3月至1984年3月，陈良宇先后出任上海彭浦机器厂副厂长和上海冶金矿山机械公司党委副书记，其间于1982年9月－1983年4月市机电一局党校干部轮训班学习，1984年3月至1985年1月，被任命为上海电器公司党委书记。

## 仕途晋升

### 初入官场
1985年陈良宇进入政府机关工作，开始了二十余年的政治生涯。1985年1月至1987年2月，先后出任中国共产党上海市委员会老干部局副局长、局长。期间，陈良宇竭尽全力为老干部解决住房困难，并积极兴建老干部活动中心，获得了众多老干部的肯定。在诸多老干部的推荐下，陈良宇于1987年2月从老干部局局长平调至上海市黄浦区任区长。

### 黄浦区长
1986年底，中共中央连续下发通知，要求坚持实施干部领导班子的年轻化并逐步从制度上保证德才兼备、具有开创精神的干部能够脱颖而出。1987年4月陈良宇被任命为上海市的核心行政区——黄浦区区长，时年41岁。
陳良宇甫上任首年，黃浦區發生兩次安全事故，1987年10月外灘東風飯店受副溶血弧菌感染令762人食物中毒，未幾，1987年12月陸家嘴輪渡站踩踏事故（16死，另一說66死），陳良宇和區委書記胡瑞邦聯手封鎖事故消息，渡過風波延續了政治生命。1988年8月，陳良宇策劃新世界百貨商場股份制改革，是他重大政績，1988年10月向江澤民和吳邦國匯報時獲讚揚。1990年代初陈良宇引进外资，策划了黄浦区的旧城改造和外滩照明工程。1992年1月至1992年9月，陈良宇作为上海市级储备干部被派往英国伯明翰大学公共政策学院进修。

### 市委副职
1992年10月陈良宇进入上海市委，任上海市委副秘书长，成为时任上海市长黄菊的秘书。1992年12月—2002年10月，陈良宇出任上海市委副书记，1996年，又被任命为上海市常务副市长，接替调任中央工作的原常务副市长华建敏，并于1997年9月的中共十五大上当选为中央候补委员。

#### 扩大融资
陈良宇对上海的投融资体制进行了大幅改革，先利用政府手中的土地资源，引入土地批租的融资方式。期间，上海通过土地批租共筹措资金1000多亿元。1997年，受亚洲金融危机的影响，上海的土地批租大量减少，但国内证券市场规模迅速扩大，居民储蓄存款不断增长，社会富余资金增加。面对这种情况，陈良宇制定政策将有盈利的基础设施项目推向市场，实行社会融资，同时制定多项措施，降低企业参与融资的风险。在1990年代，上海通过社会渠道共融资超过2000亿元。由于有了强大的金融后盾，在1990年代，包括交通、住宅、环保以及浦东开发等上海各项大规模基础设施建设得以顺利推进，“一年一个样，三年大变样”的口号也成为现实。

#### 规划布局
上海中心城区在发展留下一系列城市问题，在對上海新城進行規劃時，陈良宇表示新城总体规划“要经得起几十年甚至几百年的历史检验”。新城的绿化覆盖率必须在46％以上，住宅密度和高度也将严格控制，要建成覆盖全城的IP、ATM宽带网和高标准供电系统。
2001年12月陈良宇被中央任命为上海市代市长接替调任中国工程院党组书记的徐匡迪。2002年2月于上海市十一届人大五次会议正式当选为上海市市长。2002年10月至2002年11月，任上海市市委书记兼市长。上任首年，陈良宇計劃应对加入世貿組織、发展信息化产业实现上海的跨越性发展、发展社会保障制度、转变政府职能和作风四件事。同時推動上海“一城九镇”的都市计划，通過結合政府的政策和农民的资金，“帮农民修建起既居住舒适，又具观赏性、区域协调性的住房”。。

## 主政上海

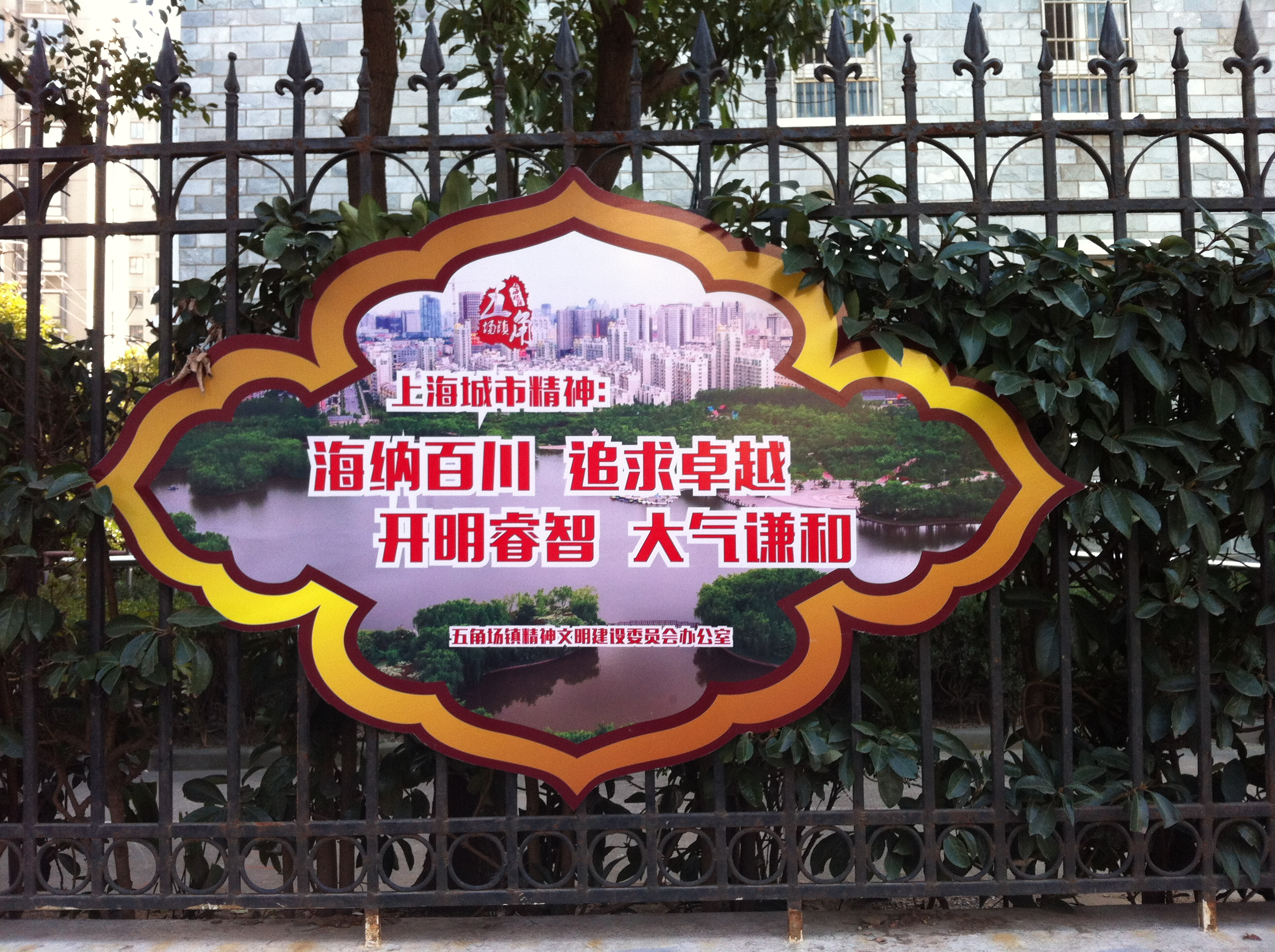
上海城市精神的前两句是陈良宇时期所提出的

2002年11月15日，56岁的陈良宇在中共十六届一中全会上当选中共中央政治局委员，晋升副国级，并接替升任中共中央政治局常委的黄菊出任中共上海市委书记。2003年2月辞去上海市市长职务。

### 经济成长及市政建设

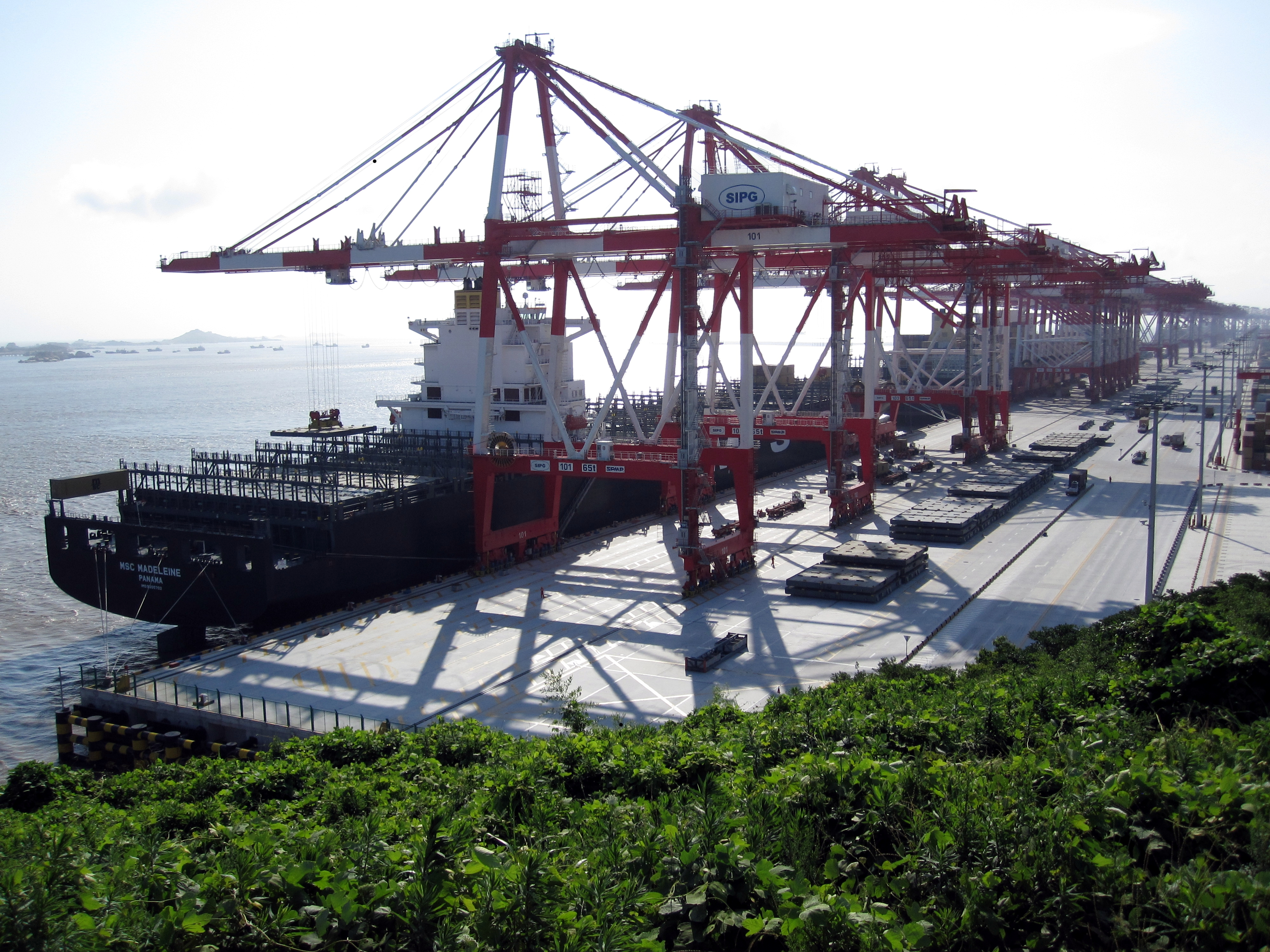
依托洋山深水港，上海港目前已发展成为世界第一大货港以及世界第一大集装箱港

申博成功後，陈良宇受訪時表示，上海人均GDP已接近5000美元。特别需要强化机遇意识，全面增强城市综合竞争力，加强城市发展的“软件”建设，提高市民素质，塑造“上海城市精神”。

#### 主要工程
陈良宇從2002年開始推进上海国际航运中心和亚太地区航空枢纽港建设，争取启动深水港一期工程，建成外高桥港区四期工程，启动浦东国际机场二期工程，加快高速公路网和转道交通网建设和“一桥三隧”越江工程建设。陈良宇認爲轨道交通是世界大都市城市公共交通体系的重要组成部分，應該把加快发展轨道交通作为实施公交优先战略的重中之重。陈良宇還在第35届亚行年会上表示，上海将为金融业的发展提供高科技的支撑，全力完善金融市场体系，努力建设国际金融中心。

### 改善民生及扶贫帮困
陈良宇认为，发展经济的根本目的在于百姓生活的实际改善，为此，大力推进上海的民生改造工作，突出体现在以下几个重点领域：

#### 交通建設
由于上海城市交通拥堵，在陈良宇主政期间，曾亲自率领市领导于上班早高峰体会地铁和公交的拥堵情况，并制定措施以改善上海的交通状况。

#### 安顿住房
从上世纪九十年代以来，上海市已有95万余户、近300万市民大动迁。陳良宇認為應在大力進行上海舊區改造的同時配合市政工程進行合理的动迁安置。

#### 治理污染
上海1998年开始实施的苏州河综合整治，陈良宇主政时期，强调要为上海市民造福，大力加快治污的速度，推動苏州河污染综合治理一期、二期工程。

### 改革创新及扩大开放

#### 科教兴市
随着上海经济的发展，传统的依赖廉价劳动力和高能耗的发展模式已经越来越成为上海进一步发展的制约。为此，陈良宇认为应当提高上海的自主创新能力，实现经济成长由“资源依赖型”向“创新驱动型”的转变。同时，陈良宇认为要实行“科技创新”和“科教兴市”战略，陈良宇提出上海突破资源约束的根本出路在于切实转变经济增长方式，走资源永续利用、生态良性循环的发展新路，大力发展“资源—产品—再生资源”的循环经济。。

#### 融入世界
陳良宇在国际展览局第132次大会上承諾上海將在世博會前提供1亿美元的援助资金援助广大发展中国家参展，对最不发达国家给予全额援助。。陈良宇在上海市金融工作会议上提出：“上海将用3年时间，实现建设国际金融中心的阶段性目标，用10至20年时间，基本建成国际金融中心之一”。

### 文化传承
陈良宇认为文化是一个城市的精髓、灵魂与活力源泉，注重弘扬和复兴上海的特色精品文化，表示文化是一个城市的软实力，强调对上海历史建筑的保护。

### 对口支援
陈良宇主张上海应在发展好自身的前提下服务全国，支援其他兄弟省市的经济建设，在其任内，上海对外援助和经济合作的规模不断扩大，相互间人员往来和学习交流也日趋活络。

### 负面情况及争议行为

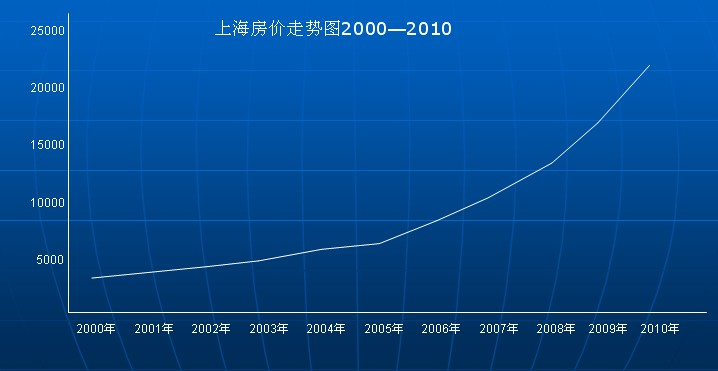
2003年后上海房价快速上涨

陈良宇主政期间，亦有部分负面评价与争议。房价上涨较快，住房问题成为社会热点，房地产泡沫对经济发展的制约愈发受到重视；市政建设中动迁安置的粗暴行政和违规现象，尤以静安区东八块的拆迁问题备受争议。

## 政争罢黜

### 如履薄冰
陈良宇接任上海市委书记后不久，中共十六大进行了中央领导班子换届，陈良宇一直不被新掌权的中央政治局信任，另外，时任总理温家宝上任后即推行大规模的宏观调控政策，而陈良宇却认为经济发展应当尊重各地具体情况和市场经济客观规律，反对过多予以行政干预，并对中央的宏调政策予以抵制，陈良宇认为温家宝的宏觀調控將令中國錯過發展機遇，要溫家寶為此負上政治責任。另一方面，新一届政治局也意图削弱打击与不属于自己派系但却握有一定实权的“上海帮”。以上两点，被视为陈良宇遭罢黜的诱因。

### 社保案起
2002年，新任上海市长的陈良宇通过社保局长祝均一以借贷合同名义委托投资者张荣坤利用约34.5亿元的社保基金进行投资活动，但法律规定，任何人不得挪用社保基金。2002年至2006年，张荣坤通过买断长三角一带多条高速公路的经营权等方式使其名下的福禧投资控股有限公司资产的从约40亿猛增至超过136亿。2006年初，在原上海市委书记、时任国务院副总理黄菊因病不得不离职休养后，中共中央开始调查上海社保基金案件，6月中纪委陆续派出130多人的强大调查组进驻上海，并采用安插卧底、隔离讯问、个别谈话等手段进行调查。随着调查逐步深入，祝均一、张荣坤等相继落马，案件嫌疑便渐渐指向陈良宇。

### 去职受审
依据中纪委调查报告，2006年9月24日，中共中央决定：免去陈良宇上海市委书记、常委、委员职务，停止其担任中央政治局委员、中央委员职务。时任中共上海市委副书记、上海市市长韩正代理上海市委书记。2007年7月24日，上海市人民代表大会常务委员会、黃浦区人民代表大会常务委員会分別罢免陈良宇全国人大代表、上海市人大代表资格。7月26日，中共中央政治局决定给予陈良宇开除党籍、开除公职处分，对其涉嫌犯罪问题移送司法机关依法处理。8月30日，全国人大常委会接受了上海市人民代表大会常务委员会的建议，撤销陈良宇的人大代表资格。10月12日，中共十六届七中全会确认7月26日中共中央政治局作出的给予陈良宇开除党籍、开除公职处分。2008年3月25日，天津市第二中级人民法院开庭审理陈良宇涉嫌受贿罪、滥用职权罪、玩忽职守罪一案。2008年4月11日，被天津市第二中级人民法院以受贿罪、滥用职权罪、玩忽职守罪三项罪名一审判处有期徒刑18年，没收个人财产人民币30万元，刑期至2025年7月25日止。

### 狱中境况
陈良宇的辩护律师高子程和陈的家人均认为18年的判决对其处罚过重，并力主上诉，但陈良宇对待判决反应平静且最终放弃上诉，陈良宇认为上诉也还是如此。陈良宇被判刑后，关押在秦城监狱，编号是0702，号码含义是2007年收押的第二名涉案高级官员。依据判决，除非获得保外就医，陈良宇如果能减刑或者假释，最早将于2016年出狱。不同于普通的监狱，秦城监狱的待遇较为特殊。陈良宇被关押在面积约20平方米的一个套间内，拥有独立的洗浴设施，并配备有洗衣机、写字台等；在狱中囚犯不穿囚服，仍可着西装，但一般不系领带；在作息上，囚犯虽无自由，但可以读书、看报和看部分电视，也有独立放风的时间，陈良宇常常会选择打太极拳。不過陳良宇還是希望用个人的资金改善伙食，并向監獄方开列所需食品，如红酒、桃仁等，但遭到監獄方面的拒绝。

### 后续影响

#### 上海震荡
上海社保案造成一大批长期在上海市任职的官员遭调离、免职及查处，而许多未有上海本土执政经历的外地官员被委任到上海。而陈良宇事件也对上海的经济社会发展造成了不利影响，例如上海的固定资产投资在2006年的增速下降了至少一半，而飞机制造等传统的上海优势产业也受到不利影响。另外由于大量外来人口无序流入上海市导致了诸多社会矛盾和上海本地市民的权益严重受损，部分上海市民趋向于怀念陈良宇执政上海时期的政绩，并认定当前上海诸多社会矛盾就是因为陈良宇事件引起的。同时，一些上海市民眼见香港的高度自治和繁荣，要求上海自治，实现“沪人治沪”。有部分人士提出了“重新定位上海”的设想，称上海可以借鉴香港的特别行政区体制，并且希望能“走出现有的行政模式”。

#### 波及全国
有评论认为，从全国层面看，中共中央高层通过陈良宇案所达到的震慑效果，使地方官员等不敢再对中央提出反对意见，因此从2006年陈良宇遭免职后，中国很长时间未出现具有改革性的地方政策或发展思路，直至薄熙来在重庆主政期间推行重庆模式为止。而另一方面，在陈良宇被免职后温家宝的宏观调控政策得以在全国畅通。

#### 冤案质疑
2014年，上海农业专家，曾经担任过陈良宇父亲电脑教师的张炎夏教授表示，陈良宇受贿、滥用职权和玩忽职守这三宗罪名均系捏造，其中：所谓陈良宇为父亲受贿房子，其实根本不存在，而陈良宇滥用职权危害社保基金一事，实践已经证明，陈良宇的社保资金投资是正确的，可以避免社保基金因通货膨胀而贬值，另一方面，张炎夏也指出，操盘整倒陈良宇的人，则是在中共十八大后开展的反腐行动中落马的贪官令计划等人。

## 逸事

### 惊扰小平
1992年初，邓小平南巡返回期间经过上海，下榻上海西郊宾馆。当时即将动身前往英国进修的陈良宇带领几个朋友到西郊宾馆打网球，由于事先不知情，与负责保卫的中央警卫团战士发生冲撞，并因此在电话中遭时任中共上海市委书记吴邦国的训斥。由于邓小平年事已高耳朵已经不灵敏，才未对其仕途造成影响。

### 新年挤车
2003年1月3日新年首个工作日，陈良宇带着韩正和上海市人民政府的一批官员在上班早高峰时段挤了一趟上海的公交和地铁，目的是让官员们切身体会交通拥堵问题的严重性，期间，陈良宇几乎和市民贴面交流，在地铁一号线上有市民高兴地说道：“市领导都来挤地铁了，看来改善交通拥挤有望了！”，而在123路公交车上市民在发现市领导后欲给其挪些空位，无奈因公交车太过拥挤而力不从心。

## 各方评价

### 正面评价

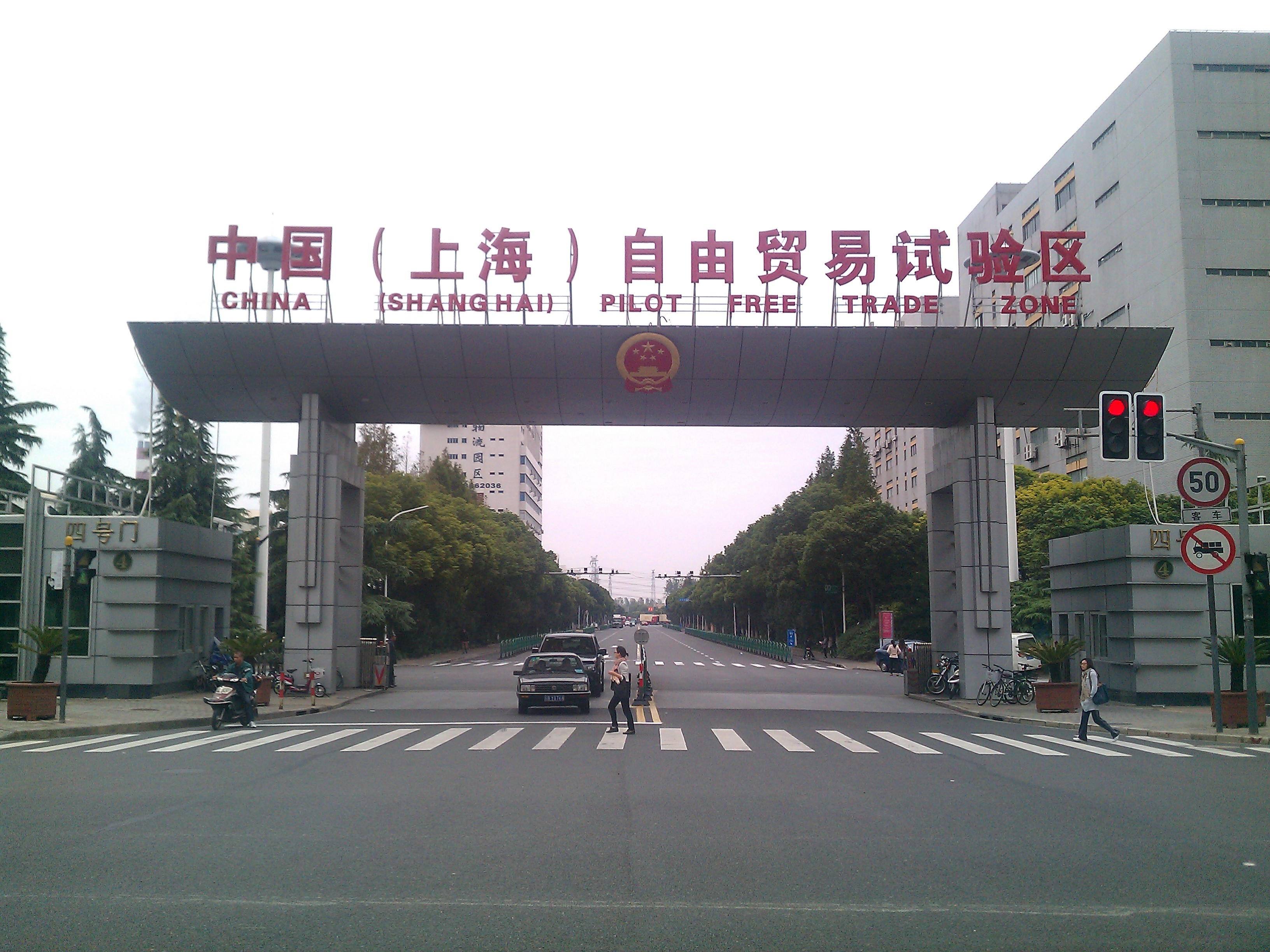
陈良宇最早酝酿规划的上海自贸区。

- 陈良宇既无红色家庭背景，也没有革命战争年代的突进机会，是主要依靠自身的努力而逐步走上领导岗位的中共官员，在沪任职期间，陈良宇政绩卓著，其努力加速上海经济发展、市政建设和产业升级；提高上海的对外开放水平和国际透明度；尤其改善民众的实际生活水平，注重关弱势群体民生问题，在上海获得了较高的认同。在陈良宇落马多年后，仍有不少上海市民对陈良宇表达怀念。[68][69][70]
- 陳良宇的辯護律师认为，陈良宇作为上海市委一把手，确保社保资金增值是其职责。当时全国社保基金都处于亏损状态，如果存银行，年利率只有2%，而每年通胀率达4%，因此需要寻找可靠的投资渠道。此外合同约定每年6%的回报，除去4%的通胀，每年还有2%的盈余，保证社保基金的保值和增值是陈良宇的职责范围。[71]
- 2013年9月获得立项的中国大陆首个自由贸易区项目——中国（上海）自由贸易试验区，最早实为陈良宇所酝酿和规划的[72][7]。

### 负面评价
- 陈良宇案判决书中指出：陈良宇利用职务之便，滥用职权并且收受贿赂，致使公共财产、国家和人民利益遭受重大损失，以及在担任领导岗位期间生活作风腐化的，与多名女性有不正当关系，致其中一人三次怀孕，并要求对方做人工流产[73][74]。
- 作家余秋雨在一篇名為《我說的就是這個名字》的博客中稱其某次于衡山賓館參加會議期間，注意到上海當地大學和研究院所的許多專家雖然不認識陳良宇，但是頻繁提到陳良宇的名字並只說「良宇」兩個字，不說姓氏，顯得十分親切和熟悉。余秋雨認為，陳良宇並不從事人文科學研究，學者們一次次不怕重複地提到他屬於一種「精神跪拜」，並提出「學者、教授們失去人格的吹捧習慣，助長了某些領導人的自以為是，目空一切」的觀點[75][76]。

### 其他评价
- 曾有老干部评价陈良宇：“胆子大，态度强硬，能办事，也能闯祸”[77]；而《人民日报》前副总编辑、曾参与皇甫平写作组的周瑞金亦指出：“在1980年代，陈良宇是上海市委重点培养的年轻官员，有水平、有能力、有生气、思想解放、办事果断，在任上海市副职官员期间，确为上海的改革开放干了不少有益的事，但人是会变的，他身上存在的弱点缺点，非但没有伴随他一帆风顺地升迁得以克服或遏制，相反是得到纵容和发展”[78]。
- 部分舆论及坊间评价认为：陈良宇在中国官员中属于较为有才干和清廉的，其桀骜不驯、重义气的本性以及对官场圆滑处事的缺乏才是其遭到罢黜的重要原因；另外在中国特色的官场大背景下，类似陈良宇的问题在中国官员中并不罕见甚至更为严重，会否遭到高层惩处往往取决于权力斗争的需要，而陈良宇案不仅如此，更被部分媒体批为是“冤假错案”[79]。

## 家族概况
陈良宇出生在上海市，祖籍浙江宁波府慈谿县汶溪（今属宁波市镇海区），属官桥陈氏。
- 先祖：明洪武山西大同知府陈冲宇，故与前国民党要人陈布雷同族，与台湾民进党陈师孟为远亲；
- 父亲：陈更华，1924年出生于浙江湖州，1948年赴美国芝加哥大学攻读硕士，专业为研究金属疲劳，是中国大陆境内能修理医院X光机的极少数专业工程师，2013年元旦過後去世；母亲：李谋真，通医术；
- 妻子：黄毅玲，是陈良宇少年时代的青梅竹马；儿子：陈维力（原名陈伟励，文革时期意为“伟大领袖的激励”）；
- 二弟：陈良亚，毕业于上海铁道学院（后并入同济大学)；三弟：陈良军，服刑六年，獲保外就醫，但出獄不久就腦溢血離世[80]。曾担任周正毅公司独董。